# Wilt Chamberlain
Wilt Chamberlain (celým jménem Wilton Norman Chamberlain, 21. srpna 1936 – 12. října 1999) byl americký profesionální basketbalista. Je považován za jednoho z nejlepších basketbalistů všech dob.

## Kariéra
Wilt Chamberlain hrál v NBA postupně za týmy:
- Philadelphia Warriors: 1959–1964
- Philadelphia 76ers: 1965–1968
- Los Angeles Lakers: 1968–1973

Celkem čtyřikrát byl vyhlášen nejužitečnějším hráčem NBA: 1960, 1966, 1967, 1968. Dvakrát vyhrál se svým týmem finále NBA.
Wilt Chamberlain nastřílel za 1045 zápasů celkem 31 419 bodů. Jedná se o druhého nejproduktivnějšího hráče (průměrně 30,06 bodů za zápas) v historii NBA – těsně za prvním Michaelem Jordanem s průměrem 30,12. Jako jediný hráč v historii NBA dokázal nastřílet 100 bodů za jediný zápas – v březnu 1962 proti New York Knicks.
Se svými 216 centimetry byl Chamberlain typickým podkošovým hráčem s velkým množstvím doskočených míčů, střílející z malé, maximálně ze střední vzdálenosti. Díky jeho schopnosti hrát nejen tzv. 5 na 5, ale i 2 na 2 nebo 3 na 3 se stal členem streetballového týmu Harlem Globetrotters. kde byl známý pod přezdívkou „The Stilt“.
V roce 1984 Chamberlain ztvárnil roli Bombaata ve filmu Ničitel Conan po boku Arnolda Schwarzeneggera.
Zemřel ve věku 63 let na srdeční selhání.